# فرانسیس دامینز
فرانسیس دامینز (به انگلیسی: François Damiens) (زاده ۱۷ ژانویه ۱۹۷۳) بازیگر بلژیکی است.
از فیلم‌های او می‌توان به بازی در کایرا، تاکسی ۴، ظرافت، ۱۵ سال و نیم و او. اس. اس ۱۱۷ اشاره نمود.